# Operacja Walkiria
Operacja Walkiria (niem. Operation Walküre) – plan Wehrmachtu z okresu II wojny światowej w celu zapewnienia ciągłości władzy na wypadek zamieszek wewnętrznych, wykorzystany przez spiskowców dowodzonych przez Clausa von Stauffenberga w nieudanej próbie przejęcia władzy w Niemczech w kontekście zamachu na Adolfa Hitlera 20 lipca 1944.
Plan zakładał zajęcie strategicznych punktów Berlina i innych większych miast przez żołnierzy Armii Rezerwowej. Operację rozpoczynał rozkaz o kryptonimie Walkiria wydany osobiście przez Adolfa Hitlera i dowódcę Armii Rezerwowej.

## Okoliczności powstania planu

### Plany operacji Walkiria i Złoto Renu
W obliczu strat ponoszonych przez armię niemiecką na froncie wschodnim w wyniku nieprzygotowania do prowadzenia walk w warunkach zimowych – ponad 160 tysięcy zabitych do połowy grudnia 1941 – dowódcy Wehrmachtu, generał Franz Halder i generał Friedrich Fromm, rozważali możliwości uzupełnienia sił na froncie. Zimą 1941 r. przygotowano serię rozkazów o kryptonimie “Walkiria” (niem. Walküre) i “Złoto Renu” (niem. Rheingold) rozpoczynających operację mobilizacji sił rezerwowych z terenu Niemiec: rekrutów w fazie szkolenia, rekonwalescentów oraz robotników.

### Plany operacji Walkiria (1942)
Wiosną 1942 plany mobilizacji sił rezerwowych zostały zrewidowane i oznaczone kryptonimami Walkiria I i Walkiria II. Celem operacji Walkiria I była organizacja sił rezerwowych na potrzeby frontu. Celem operacji Walkiria II miało być zorganizowanie gotowych do boju oddziałów w przypadku zamieszek wewnętrznych. Plany Walkirii posiadały najwyższy stopień tajności. Liczba osób zaangażowanych w przygotowania była zredukowana do niezbędnego minimum. Obowiązywał zakaz informacji o planach i przygotowaniach akcji agencji czy osób spoza Wehrmachtu. Gotowe rozkazy zdeponowano w zaklejonych kopertach w sejfach zastępców dowódców korpusów, dowódców okręgów wojskowych oraz gubernatorów wojskowych na terytoriach okupowanych. Rozkazy te straciły ważność w październiku 1942, kiedy to w ramach Walkirii zorganizowano pięć oddziałów, które wsparły armię na froncie.

### Plany operacji Walkiria (1943–1944)
31 lipca 1943 rozkazy operacji Walkiria napisano na nowo. Plan miał być użyty do mobilizacji wojska w przypadku zamieszek wewnętrznych wskutek akcji sabotażowych czy powstania robotników przymusowych lub więźniów. Mobilizacji w poszczególnych okręgach wojskowych (niem. Wehrkreis) podlegali wszyscy rekruci i żołnierze odbywający szkolenie.
Plan miał być realizowany dwustopniowo. Celem pierwszego etapu było zapewnienie w ciągu sześciu godzin gotowości bojowej (Walkiria I), a drugiego jak najszybsze uformowanie oddziałów gotowych do walki (Walkiria II). Oprócz organizacji oddziałów bojowych, dowódcy okręgów wojskowych musieli zapewnić ochronę punktów strategicznych – mostów, elektrowni, nadajników radiowych itd. Podobnie jak w przypadku planów z 1942 r., nowe rozkazy Walkirii były ściśle tajne.
6 października 1943 generał Friedrich Olbricht wydał rozkazy uzupełniające w celu wzmocnienia oddziałów tworzonych w ramach planu Walkiria siłami Armii Polowej znajdującymi się tymczasowo na terenie Niemiec.
6 lipca 1944 Hitler zdecydował, że w przypadku przeprowadzania operacji wojskowych na terenie Niemiec, dowódcy Wehrmachtu mieli mieć pełne uprawnienia, a przywódcy polityczni – gauleiterzy jako Komisarze Obrony Rzeszy mieli pełnić jedynie funkcje doradcze.

## Wykorzystanie planów operacji Walkiria dla celów puczu wojskowego 20 lipca 1944

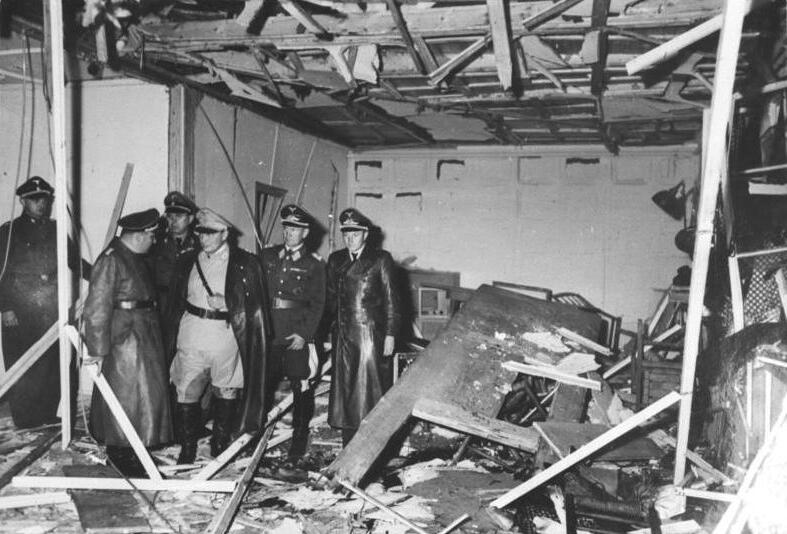
Sala konferencyjna zniszczona na skutek wybuchu, 20 lipca 1944

Zrewidowane plany operacji Walkiria, skupiające dowodzenie akcją w rękach Wehrmachtu bez możliwości ingerencji politycznej członków NSDAP czy SS, świetnie nadawały się dla celów planowanego przez opozycjonistów wojskowych obalenia rządów Hitlera i przejęcia władzy w państwie. Ponadto ruchy mobilizacyjne armii w ramach Walkirii mogły pomóc wzbudzić wrażenie, że wysoko postawieni naziści próbują przejąć władzę po śmierci Hitlera. Przywódcy opozycjonistów w kręgach Wehrmachtu, Henning von Tresckow i Claus von Stauffenberg, wcześnie rozpoznali zalety wykorzystania planów operacji Walkiria dla celów planowanego zamachu stanu i od 1943 rozpoczęli dopasowywanie rozkazów dla potrzeb puczu, koncentrując się na szybkim wyeliminowaniu przywódców SS, SD, Gestapo i NSDAP. 11 lutego 1944 von Stauffenberg wydał instrukcję standaryzującą formację oddziałów oraz pozwalającą na szybką koncentrację wybranych sił wokół punktów kluczowych.
Konspiranci stali jednak przed problemem zapewnienia punktualnego wydania rozkazu, który musiał być wydany przez dowódcę Armii Rezerwowej, wówczas generała Friedricha Fromma. Aby zapewnić pełną współpracę Fromma, spiskowcy musieli stworzyć taką sytuację, w której kooperacja byłaby najlepszą opcją dla generała – udany zamach na Hitlera. Ponadto puczyści musieli zatroszczyć się o to, by rozkazy Walkirii zostały wykonane jak najszybciej – w tym celu pozyskiwano sojuszników wśród dowódców oddziałów objętych Walkirią w poszczególnych okręgach wojskowych, organizowano ćwiczenia, m.in. w Berlinie i zbierano informacje o systemach bezpieczeństwa posterunków SS i siedzib partyjnych NSDAP. Jednak nawet perfekcyjne wykonanie rozkazów Walkirii nie zapewniało powodzenia operacji, należało jeszcze zminimalizować opór przywódców politycznych. W tym celu rozważano rozpowszechnienie wersji o puczu oficerów SS i zatajenie z początku śmierci Hitlera, tak by sprawiać wrażenie działania w obronie systemu. Kolejne rozkazy były opracowywane przez von Stauffenberga i von Tresckowa – planowano m.in. wprowadzenie stanu wyjątkowego, przejęcie pełni władzy przez Wehrmacht, aresztowanie wszystkich wysokich rangą przywódców partyjnych i dowódców SS czy wcielenie SS do armii. Opracowano również specjalne rozkazy zajęcia Berlina przez jednostki z Krampnitz, Döberitz i Poczdamu, bazujące na istniejących już wytycznych autoryzacji przez zastępców dowódców jednostek niezależnych działań w celu obrony kluczowej infrastruktury. Po raz pierwszy rozkaz zajęcia Berlina został wydany przez Olbrichta 15 lipca 1944 – wojsko było już w drodze do stolicy Rzeszy i zatrzymano je w ostatniej chwili. Całą akcję udało się utrzymać w tajemnicy pod przykrywką manewrów.
20 lipca 1944 von Stauffenberg bezskutecznie wezwał Fromma do wydania rozkazu Walkirii. Feldmarszałek Wilhelm Keitel poinformował go w rozmowie telefonicznej o fiasku zamachu. Spiskowcy aresztowali generała Fromma. Von Stauffenberg natychmiast wydał rozkazy do puczu, alarmując oddziały w kraju i zagranicą. Wskutek blokady informacyjnej wprowadzonej przez von Stauffenberga, wiele oddziałów otrzymywało sprzeczne rozkazy – z Bendlerblocku i z Wilczego Szańca. Jednak z powodu niewystarczającej liczby telegrafistów potrafiących przesyłać tajne wiadomości, rozesłanie rozkazu do wszystkich okręgów wojskowych trwało zbyt długo, by wprowadzić plany Walkirii w życie przed kontrakcją nazistów. Bez współpracy Fromma nie doszło do planowanych aresztowań przywódców SS i SD. W berlińskim okręgu wojskowym plany Walkirii zainicjował telefonicznie podpułkownik w sztabie generalnym Robert Bernardis, który nie miał do tego żadnych uprawnień, zdradzając swój udział w spisku. Bernardis został skazany przez Trybunał Ludowy (niem. Volksgerichtshof) na karę śmierci, która została wykonana 8 sierpnia 1944 w berlińskim więzieniu Plötzensee.
Postanowienia planu Walkirii zrealizowano niezależnie w Paryżu pod dowództwem generała von Stülpnagla i w Wiedniu pod dowództwem pułkownika Heinricha Kodrégo, gdzie w szeroko zakrojonych akcjach aresztowano członków SS. Dopiero gdy dotarły wiadomości o klęsce zamachu, oddziały wierne Hitlerowi odzyskały kontrolę nad sytuacją.

## Konsekwencje
Po wydarzeniach 20 lipca 1944 Hitler wycofał rozkazy Walkirii w ówczesnej formie. Dowództwo Armii Rezerwowej przekazał Heinrichowi Himmlerowi, który został odpowiedzialnym za bezpieczeństwo Rzeszy. Fromm, pomimo współpracy z nazistami, został skazany na karę śmierci za tchórzostwo – ponieważ nie działał kierowany lojalnością Hitlerowi, lecz własnym interesem. Karę wykonano 12 marca 1945 w Zuchthaus Brandenburg.